# Yonas Tsighe
Yonas Yacob Tsighe (1º gennaio 1994) è un mezzofondista eritreo.

## Biografia
Ha partecipato ai Giochi Panafricani del 2019, nei quali si è piazzato in undicesima posizione nella mezza maratona.

## Palmarès
| Anno | Manifestazione     | Sede  | Evento         | Risultato | Prestazione | Note |
| ---- | ------------------ | ----- | -------------- | --------- | ----------- | ---- |
| 2019 | Giochi Panafricani | Rabat | Mezza maratona | 11º       | 1h05'34"    |      |

## Altre competizioni internazionali
2020
- Bronzo ai campionati di mezza maratona dell'Africa orientale ( Massawa) - 1h04'12"